# Tomáš Bábek
Tomáš Bábek (ur. 4 czerwca 1987 w Brnie) – czeski kolarz torowy, dwukrotny medalista mistrzostw świata i Europy.

## Kariera
Pierwszy sukces w karierze osiągnął w 2008 roku, kiedy zdobył brązowy medal w wyścigu na 1 km podczas torowych mistrzostw świata młodzieżowców w Pruszkowie. W tej samej konkurencji zdobył też brązowy medal podczas mistrzostw Europy w Yvelines 2016 roku. Na tych mistrzostwach zwyciężył ponadto w keirinie. Na rozgrywanych rok później mistrzostw świata w Hongkongu zdobył brązowy medal w keirinie, przegrywając tylko z Azizulhasnim Awangiem z Malezji i Kolumbijczykiem Fabiánem Puertą. Trzy dni później zdobył srebrny medal w keirinie (ex aequo z Francuzem Quentinem Lafargue), w którym lepszy był jedynie Francuz François Pervis.